# Beverley McLachlin
Beverley McLachlin, née le 7 septembre 1943 à Pincher Creek en Alberta, est une juriste canadienne. Elle est juge en chef du Canada de 2000 à 2017.

## Biographie

### Études et carrière d'avocate
Elle est titulaire d'un baccalauréat en arts obtenu à l'Université de l'Alberta, ainsi que d'une maîtrise en philosophie. Elle est aussi bachelière en droit et major de sa promotion. Après ses études, elle pratique le droit de 1969 à 1975 et est chargée de cours ainsi que professeure pour l'Université de la Colombie-Britannique de 1974 à 1981.

### Juge
Sa carrière comme juge commence en 1981 à la Cour du comté de Vancouver. Elle poursuit sa carrière comme juge à la Cour supérieure de la Colombie-Britannique le 8 septembre 1981, à la Cour d'appel de la Colombie-Britannique le 5 décembre 1985, puis en tant que juge en chef de la Cour suprême de la Colombie-Britannique le 7 septembre 1988.
Le 30 mars 1989, elle est nommée juge puînée à la Cour suprême du Canada et devient juge en chef du Canada le 7 janvier 2000. Elle est la première femme à ce poste. À ce titre, elle exerce brièvement comme administratrice du gouvernement l'intérim des fonctions de gouverneure générale du Canada en juillet 2005, quand Adrienne Clarkson est hospitalisée.
Elle est à la tête du comité sélectif ayant choisi le médecin Henry Morgentaler, connu pour sa pratique de l'avortement et son militantisme pro-choix, à l'Ordre du Canada le 1er juillet 2008.
Elle quitte ses fonctions en décembre 2017, après avoir passé un peu moins de dix-huit ans à la tête de la plus haute magistrature du pays, ce qui constitue le record de longévité.

### Juge à la Cour d'appel final de Hong Kong
En mars 2018, elle est nommée par la cheffe de l'exécutif de Hong Kong, Carrie Lam, pour devenir juge non permanente invitée à la Cour d'appel final de Hong Kong, juridiction suprême du système juridique de la région administrative spéciale de Hong Kong. Elle entre en fonction le 30 juillet 2018 pour un mandat de trois ans.
Sa décision de demeurer en poste à Hong Kong après l'adoption de mesures de répression anti-démocratiques par les autorités centrales chinoises est critiquée dans les pages du National Post comme un signe de son manque d'engagement à l'égard de l'État de droit. Selon le professeur de droit Ryan Alford, cette décision peut servir de caution morale à la dictature chinoise.

## Distinctions honorifiques
- Université de la Colombie-Britannique, LL.D. (hon.), 1990
- Université de l'Alberta, LL.D. (hon.), 1991
- Université de Toronto, LL.D. (hon.), 1995
- Université York, LL.D. (hon.), 1999
- Barreau du Haut-Canada, LL.D. (hon.), 2000
- Université d'Ottawa, LL.D. (hon.), 2000
- Université de Calgary, LL.D. (hon.), 2000
- Université Brock, LL.D. (hon.), 2000
- Université Simon Fraser, LL.D. (hon.), 2000
- Université de Victoria, LL.D. (hon.), 2000
- Université de l'Alberta, LL.D. (hon.), 2000
- Université de Lethbridge, LL.D. (hon.), 2001
- Bridgewater State College, LL.D. (hon.), 2001
- Université Mount Saint Vincent, LL.D. (hon.), 2002
- Université de l'Île du Prince-Édouard, LL.D. (hon.), 2002
- Université de Montréal, LL.D. (hon.), 2003
- Université du Manitoba, LL.D. (hon.), 2004
- Queen's University Belfast, LL.D. (hon.), 2004
- Université Dalhousie, LL.D. (hon.), 2004
- Université Carleton, LL.D. (hon.), 2004
- Université du Maine à Fort Kent, LL.D. (hon.), 2005

## Ouvrages
- Beverley McLachlin: Full Disclosure. Novel. Simon & Schuster Canada, Toronto 2018
- Rudyard Griffinths (dir.), Louise Arbour, David Malouf et Beverley McLachlin, Nouveau dialogue sur la démocratie au Canada, Montréal, Boréal, 2006, 158 p. (ISBN 978-2-7646-0462-5).